# Edmond Bour
Edmond Bour (* 19. Mai 1832 in Gray (Haute-Saône); † 9. März 1866 in Paris) war ein französischer Mathematiker.

## Leben
Bour besuchte die Schule in Dijon und studierte ab 1850 an der École polytechnique, die er 1852 als Bester seines Jahrgangs abschloss. Danach setzte er sein Studium an der École des Mines fort, besuchte die Vorlesungen von Joseph Bertrand am Collège de France,  befasste sich  weitgehend mit mathematischen und himmelsmechanischen Arbeiten und veröffentlichte seine Dissertation 1855 (über das Dreikörperproblem und Störungstheorie). Außerdem präsentierte er der Akademie eine Abhandlung über die Differentialgleichungen der Mechanik (1855). Nach seinem Abschluss als Bergbauingenieur (1855) wurde er Professor für Mechanik an der École des mines in Saint-Étienne, wurde aber nach nur einem Jahr Professor an der École des mines in Paris und außerdem wurde er 1859 Repetitor für Darstellende Geometrie und 1861 Professor für Kinematik an der École polytechnique.
1859 beteiligte er sich an einem Wettbewerb der Académie des Sciences über ein Thema der Differentialgeometrie, an dem sich auch Delfino Codazzi und Pierre Ossian Bonnet beteiligten und den er gewann (1861). Bei der Wahl in die Academie des Sciences als Nachfolger von Jean-Baptiste Biot wurde er allerdings 1862 von Bonnet geschlagen, was ihn tief enttäuschte. Bonnet hatte ebenfalls hervorragende, international anerkannte Arbeiten in der Differentialgeometrie veröffentlicht und war außerdem der Ältere. Bonnet wandte sich daraufhin der Mechanik zu, veröffentlichte über Kinematik, Statik und Dynamik von Maschinen und Hydraulik. Vor seinem Tod bereitete er noch seine Mechanikvorlesungen an der Ecole Polytechnique für die Publikation vor und es erschien zu Lebzeiten der Band über Kinematik. 1860 reiste er zur Beobachtung einer Sonnenfinsternis nach Algerien 1860.
Sein früher Tod an einer Krankheit schnitt eine vielversprechende wissenschaftliche Karriere ab. Er war schon immer kränklich, und zusätzlich zog er sich bei einer mühsamen Reisen nach Kleinasien 1863 zur Erkundung von Erzvorkommen eine Infektionskrankheit zu, an der er schließlich starb. Diese Reise unternahm er aus finanziellen Gründen, um seine Familie, insbesondere seine Schwester, zu unterstützen. Seine Gesundheit verschlechterte sich durch die intensive Arbeit an seinen Vorlesungen für Mechanik. Er starb im Hospital Vale de Grace, wo sich der Direktor selbst um ihn kümmerte, und liegt in seinem Heimatort begraben. Er erhielt ein feierliches Begräbnis, seine Mitstudenten der Ecole Polytechnique erfüllten seinen letzten Wunsch, sich um seine Familie zu kümmern.
1865 wurde er Mitglied der Akademie von Besançon.
In Zusammenhang mit der Differentialgeometrie von Flächen konstanter negativer Krümmung führte er 1862 als Erster die Sinus-Gordon-Gleichung ein, die sich aus den Codazzi-Mainardi-Gleichungen ergab (später von Bedeutung in der Theorie von Solitonen).

## Schriften
- Sur l’intégration des équations différentielles de la mécanique analytique. In: Journal de Mathématiques Pures et Appliquées. Band 20, 1855, S. 185–202.
- Théorie de la déformation des surfaces. In: Journal de l’École Impériale Polytechnique. Band 22, Cahier 39, 1862, ISSN 0368-2013, S. 1–148.
- Cours de mécanique et machines. 3 Bände. Gauthier-Villars, Paris 1865–1874;
  - Band 1: Cinematique. 1865, (Digitalisat; Atlas);
  - Band 2: Statique et travail des forces dans les machines à l'état de mouvement uniforme. 1868, (Digitalisat; Atlas);
  - Band 3: Dynamique et hydraulique. 1874, (Digitalisat).
- Lettres Choisies d'Edmond Bour à sa Famille (1848–1866). s. n., Gray 1905, (Digitalisat).